# Chaetodon fremblii
Chaetodon fremblii là một loài cá biển thuộc chi Cá bướm (phân chi Rhombochaetodon) trong họ Cá bướm. Loài này được mô tả lần đầu tiên vào năm 1828.

## Từ nguyên
Từ định danh fremblii được đặt theo tên của Trung úy John Frembly, Hải quân Hoàng gia Anh, nhà khảo sát biển kiêm nhà địa chất học, người đã giới thiệu trước Hiệp hội Động vật học Luân Đôn bộ sưu tập các mẫu cá thu thập tại quần đảo Hawaii, bao gồm cả mẫu định danh của loài cá này.

## Phạm vi phân bố và môi trường sống
C. fremblii là loài đặc hữu của quần đảo Hawaii (Hoa Kỳ). Loài này sống tập trung trên các rạn san hô viền bờ ở độ sâu lên đến 183 m; cá con sống ở vùng nước nông hơn trên mặt bằng rạn. Khoảng 2/3 phạm vi của C. fremblii nằm trong khu vực Tượng đài hải dương quốc gia Papahānaumokuākea, một khu bảo tồn biển được bảo vệ hoàn toàn.

## Mô tả
C. fremblii có chiều dài cơ thể lớn nhất được ghi nhận là 15 cm. Loài này có màu vàng với các sọc chéo màu xanh lam viền vàng (có các hàng chấm đen dọc theo rìa) ở hai bên thân. Thân sau (gần cuống đuôi) có một vệt đen rất lớn, một đốm đen nhỏ hơn đáng kể nằm trên đỉnh đầu. Đầu cũng có nhiều vệt đốm xanh. Vây lưng và vây hậu môn có các sọc xanh như thân. Cuống đuôi có màu trắng; vây đuôi có dải vàng bao quanh (phần vây phía ngoài dải vàng trong suốt). Vây ngực trong suốt. Vây bụng vàng, gai trắng.
Số gai ở vây lưng: 12–14; Số tia vây ở vây lưng: 20–21; Số gai ở vây hậu môn: 3; Số tia vây ở vây hậu môn: 16–18; Số gai ở vây bụng: 1; Số tia vây ở vây bụng: 5.

## Sinh thái học
C. fremblii là loài ăn tạp, thức ăn của chúng chủ yếu là tảo và các loài thủy sinh không xương sống, đặc biệt là xúc tu của giun nhiều tơ. Tuy cũng ăn cả san hô nhưng C. fremblii không hoàn toàn phụ thuộc vào nguồn thức ăn này.
C. fremblii thường sống đơn độc, kết đôi với nhau khi vào thời điểm sinh sản (khoảng tháng 4 đến tháng 9), cũng có khi hợp thành những nhóm nhỏ khoảng 3–15 cá thể. Cá đực có thể sống theo chế độ hậu cung.

## Thương mại
C. fremblii ít khi được thu thập trong ngành kinh doanh cá cảnh, nhưng cá con rất được những người chơi cá cảnh săn lùng. Một con C. fremblii được bán với giá khoảng 40 USD tại Hoa Kỳ.